# Vierteljahrshefte für Zeitgeschichte
Le Vierteljahrshefte für Zeitgeschichte (en abrégé VfZ) est un important périodique historique spécialisé et contemporain en Allemagne, qui est publié pour le compte de l'Institut d'histoire contemporaine de Munich-Berlin (IfZ).

## Histoire
Le premier numéro du magazine paraît en 1953, dans lequel Hans Rothfels, l'éditeur de l'époque donne une définition, encore valable des décennies plus tard, du domaine de recherche historique de l'histoire contemporaine, qui n'a jusqu'alors aucune tradition sous cette forme en Allemagne. Dans les années qui suivent, la revue devient le principal périodique de recherche sur l'histoire du national-socialisme .
L'importance scientifique de la revue se mesure également au fait que nombre de ses articles sont considérés comme des classiques de la science historique ou ont lancé des débats paradigmatiques, et pas seulement dans la recherche allemande en histoire contemporaine. Il convient de mentionner ici par exemple l'article de Hans Mommsen sur l'incendie du Reichstag en 1964 ou l'examen par Martin Broszat des thèses révisionnistes du négationniste David Irving ou, plus récemment, la discussion par Dieter Pohl des thèses de Daniel Goldhagen et la critique de Bogdan Musiał (de) de l'exposition itinérante « Crimes de la Wehrmacht 1941 à 1944 ».
Cependant, l'histoire contemporaine - au sens de la définition de Rothfels comme "époque de ceux qui vivent ensemble" - s'étendant de plus en plus au-delà de la période du national-socialisme, la palette des thèmes abordés dans les trimestriels s'est élargie à partir des années 1970. La part des articles de recherche sur l'histoire de la RDA et de la République fédérale d'Allemagne, par exemple, augmente de plus en plus. L'histoire de l'Europe dans ses relations globales fait également l'objet d'une attention croissante.

## Organisation et coopération
Le Vierteljahrshefte für Zeitgeschichte est une revue à comité de lecture dont les articles sont généralement soumis à une procédure d'évaluation en trois étapes visant à garantir la qualité : Après un tri et une évaluation des contributions anonymes par la rédaction, des expertises externes sont demandées en Allemagne et à l'étranger (double aveugle par les pairs). Puis, après une discussion approfondie, le comité de rédaction et l'équipe éditoriale décident de la publication.
Parallèlement à la revue, il existe depuis 1961 la Schriftenreihe der Vierteljahrshefte für Zeitgeschichte (éditeurs : Helmut Altrichter, Horst Möller, Margit Szöllösi-Janze, Andreas Wirsching ; rédacteurs : Johannes Hürter, Thomas Raithel). Ce sont principalement des articles de recherche monographiques actuels, des actes de colloques et des recueils ainsi que de petites éditions de sources qui sont publiés ici.
Le German Yearbook of Contemporary History (de) (GYCH) est publié chaque année par l'Institut d'histoire contemporaine de Munich-Berlin depuis 2016 et est publié par l'University of Nebraska Press. Les volumes sont structurés thématiquement et contiennent des essais traduits en anglais à partir des revues trimestrielles d'histoire contemporaine ainsi que des contributions de commentaires discursifs spécialement acquises.
Depuis décembre 2003, l'équipe éditoriale du VfZ travaille en collaboration avec la revue en ligne sehepunkte (de) et est responsable de la section d'histoire contemporaine avec cinq éditeurs de division.
Les articles ou les numéros complets qui sont publiés il y a cinq ans ou plus peuvent être téléchargés gratuitement dans les archives des numéros ; la table des matières mise à jour annuellement peut également être téléchargée. Les cinq dernières années sont soumises à une redevance en ligne.
L'offre en ligne de la revue s'est considérablement élargie ces dernières années. En plus des informations sur le numéro actuel et à venir, il y a des conseils sur le processus d'édition et la conception du manuscrit ainsi que du matériel supplémentaire tel que des sources et des photographies pour les contributions individuelles.
Depuis 2007, les éditeurs de la Vierteljahrshefte für Zeitgeschichte organisent en collaboration avec la maison d'édition De Gruyter Oldenbourg le séminaire d'une semaine «Schreib-Praxis» qui s'articule autour de la bonne écriture scientifique et se déroule à Aldersbach en Basse-Bavière.

## Publication et édition
Le comité de rédaction actuel se compose d'Andreas Wirsching en tant que directeur de l'IfZ ainsi que de Helmut Altrichter (de), Horst Möller et Margit Szöllösi-Janze. Elizabeth Harvey, Hélène Miard-Delacroix, Herfried Münkler et Alan E. Steinweis (de) sont nommés coéditeurs.
Thomas Schlemmer (de) est rédacteur en chef depuis 2019, Petra Weber étant rédactrice en chef adjointe. Magnus Brechtken (de), Agnes Bresselau von Bressensdorf, Johannes Hürter, Thomas Raithel et Martina Steber font également partie de l'équipe éditoriale. Le magazine est publié en janvier, avril, juillet et octobre.